# Cinéma de l'Empire russe
Pour un article plus général, voir Cinéma russe.

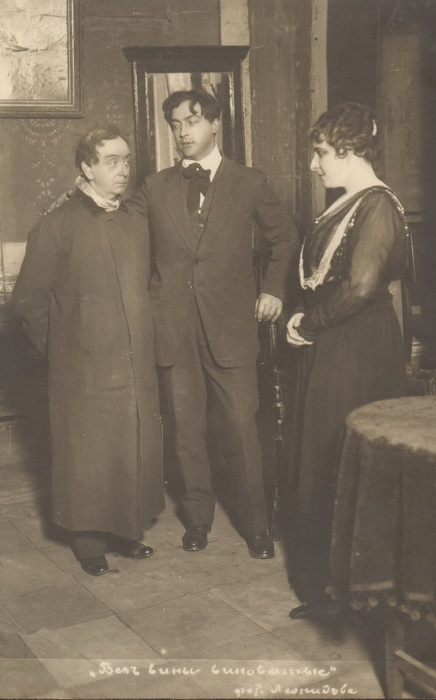
Vladimir Sachine (à gauche), auteur des premiers films russes.

Le cinéma de l'Empire russe (russe : Кинематограф Российской империи ; orthographe russe avant 1918 : Синематографъ) est l'art cinématographique de l'Empire russe à la fin du XIXe siècle et au début du XXe siècle jusqu'à sa chute et la création du cinéma soviétique entre 1917 et 1922. Il s'est développé rapidement entre 1907 et 1920 et a créé une importante infrastructure de tournage et de distribution. Sur les plus de 2 700 longs métrages tournés en Russie avant 1920, environ 300 ont survécu jusqu'à aujourd'hui (généralement en partie seulement) dans les archives cinématographiques russes et étrangères.

## Histoire

### L'émergence du cinéma en Russie
Dès avril 1896, quatre mois après les premières séances cinématographiques parisiennes, les premiers appareils cinématographiques apparaissent en Russie - par exemple, le 18 avril 1896, V. I. Rebrikov, citoyen honoraire héréditaire de Saint-Pétersbourg, demande au ministère de la Cour impériale l'autorisation de filmer les célébrations du couronnement. Ce même événement coïncide avec l'arrivée en Russie de Camille Cerf, opérateur de la société des frères Lumière, dont la demande d'autorisation de filmer le couronnement est enregistrée le 16 mai 1896. Le même jour, la première démonstration russe du « Cinématographe Lumière » a lieu dans le théâtre de l'Aquarium (ru) de Saint-Pétersbourg - plusieurs films sont projetés au public pendant l'entracte entre le deuxième et le troisième acte du music-hall Alfred Pacha à Paris (Альфред-Паша в Париже),. Le 18 mai 1896, les premières projections moscovites ont lieu au théâtre Solodovnikov.
À Moscou, le cinématographe des frères Lumière est projeté officiellement pour la première fois en séances publiques pendant cinq jours, du 26 au 31 mai 1896, au théâtre du Jardin d'été de l'Ermitage (ru) (à Karetny Riad) à la fin des représentations.
En mai, Camille Cerf réalise le premier documentaire cinématographique sur les célébrations en l'honneur du couronnement de Nicolas II, la chronique qu'il tourne est considérée comme le premier reportage filmé au monde. Le mérite de la promotion du cinéma auprès du public russe revient à l'entrepreneur et aventurier français Charles Aumont, qui a introduit un nouveau divertissement non seulement dans la capitale, mais aussi dans la province, lors de la foire de Nijni Novgorod en juin 1896. Le 16 juillet, un article de Maxime Gorki (publié sous le pseudonyme de « M. Pacatus ») consacré au cinéma paraît dans le journal Nijegorodski listok.
Les séances de cinéma deviennent rapidement un divertissement à la mode et des salles de cinéma permanentes commencent à apparaître dans de nombreuses grandes villes russes. Le premier cinéma permanent ouvre ses portes à Saint-Pétersbourg en mai 1896 au 46, perspective Nevski.
« Кинематограф, называвшийся „Живая фотография“, открылся совсем незаметно, и посещали его преимущественно дети. Показали всего три картины. Первая, обошедшая все экраны мира,— это садовник, поливающий газоны, и мальчишка, наступивший на кишку. <…> Вторая картина — вид Невского проспекта с конкой и извозчиками. И, наконец, третья — прибытие поезда. <…> Музыкального сопровождения нет. Продолжительность сеанса — не более тридцати минут с двумя антрактами. Первый кинематограф в России быстро прогорел »
— B. Duchene

« Le cinéma, appelé « photographie vivante », a ouvert ses portes dans le calme et a été fréquenté principalement par des enfants. Seuls trois films ont été projetés. Le premier, qui a fait le tour de tous les écrans du monde, représentait un jardinier arrosant des pelouses et un garçon marchant à quatre pattes. Le deuxième film est une vue de perspective Nevski avec une calèche et des cochers. Et enfin, la troisième - l'arrivée du train. <...> Il n'y a pas d'accompagnement musical. La durée de la séance ne dépasse pas trente minutes avec deux entractes. Le premier cinéma en Russie s'est rapidement fait faillite. »
Le premier film russe aurait été réalisé par Vladimir Sachine, un artiste travaillant au théâtre Korch de Moscou. Après avoir acheté un appareil de projection de films « Vitagraphe », Sachine a commencé à réaliser des courts métrages qui, à partir d'août 1896, ont été projetés au public après les représentations du théâtre (de nombreux témoignages à ce sujet ont été conservés dans les journaux moscovites de l'époque) :
« Сашин, талантливый актёр, оказался не менее талантливым фотографом, показывающим движущуюся фотографию. Это наш московский „Люмьер“. Г. Сашин намерен снимать различные сценки на улице, при разъездах у театров, репетиции, заседания, лекции и т. д. »
— Rousski listok

« Sachine, acteur talentueux, s'est avéré être un photographe tout aussi talentueux pour montrer des images animées. C'est notre « Lumière » moscovite. V. Sachine a l'intention de photographier diverses scènes dans la rue, lors de déplacements à l'extérieur des théâtres, de répétitions, de réunions, de conférences, etc. »

### Développement

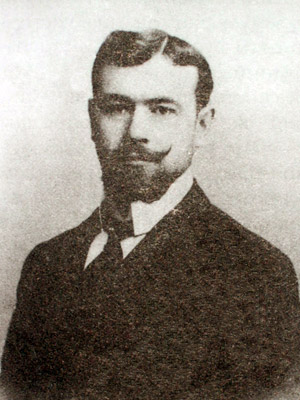
Le producteur Alexandre Khanjonkov.

Les producteurs étrangers conservèrent longtemps le monopole de la production de matériel cinématographique et de films, limitèrent leurs exportations vers la Russie et n'acceptèrent de distribuer que le travail de leurs propres cadreurs. La seule exception concernait les films documentaires sur des épisodes de la vie de la famille royale, réalisés régulièrement à partir de 1897 par l'opérateur Bolesław Matuszewski, et à partir de 1900 par Alexandre Jagielski, qui bénéficiait du plus grand monopole sur la création et la distribution de ce type de films.
En 1898, le photographe local Alexandre Michon a tourné plusieurs films documentaires à Bakou, tels que Puits de pétrole à Bakou. Vue de près, Fête folklorique dans le jardin de la ville (Народное гулянье в городском саду), Danse caucasienne (Кавказский танец), et un sketch humoristique ludique intitulé Je me suis fait prendre (Попался). Ces films ont été présentés au public lors d'une projection spécialement organisée le 2 août de la même année (cette date a été adoptée comme Journée nationale du Cinéma azerbaïdjanais).
Toutefois, en général, les succursales moscovites des sociétés françaises Pathé Frères, Gaumont et quelques autres ont pris l'initiative d'organiser le tournage de films d'actualités et de fournir des films étrangers à exploiter en Russie. Jusqu'en 1908, la contribution des entrepreneurs russes au cinéma se limite à la distribution de films importés et au tournage occasionnel de courts documentaires (généralement pour des projections locales). Le succès considérable du documentaire Cosaques du Don (Донские казаки, 1908) de Pathé,, qui s'est immédiatement vendu à 219 exemplaires rien qu'en Russie, a montré que les sujets nationaux seraient très demandés par le public russe, et les mêmes sociétés ont commencé à tourner des longs métrages en Russie.
La priorité dans ce domaine revient toutefois à un court métrage produit par le studio de Saint-Pétersbourg d'Alexandre Drankov, Stenka Razine, qui sort le 28 octobre 1908. Presque en même temps que Drankov, le producteur moscovite Alexandre Khanjonkov commence à tourner des longs métrages nationaux.
En 1907, le magazine Kino, premier périodique russe consacré au cinéma, est lancé. L'intérêt croissant pour la cinématographie donne lieu à l'apparition de nombreux journaux et magazines thématiques, dont la plupart n'ont été publiés que pendant une très courte période.
« В Москве начала издаваться специальная газета „Почта Синематографа“, посвящённая синематографическим театрам, которых в России насчитывается более 1200. »
— Birjevye vedomosti, 26 mars 1908

« À Moscou, un journal spécial « Posta Sinematografa » a commencé à être publié, consacré aux salles de cinéma, qui sont plus de 1200 en Russie. »
Les premiers longs métrages russes étaient des adaptations à l'écran de fragments d'œuvres classiques de la littérature russe (Pesn pro kuptsa Kalachnikova, L'Idiot, La Fontaine de Bakhtchisaraï), de chansons folkloriques (Ukhar-kupets) ou d'épisodes illustrés de l'histoire russe (La Mort d'Ivan le Terrible, Pierre le Grand).
Le développement de la production cinématographique contribue à l'essor professionnel des opérateurs et cadreurs, à un travail plus complexe avec la lumière et à l'utilisation de cachets, combinant dans le cadre deux ou plusieurs images tournées à des moments différents. Dans le film Le Départ du grand vieillard (1912), le cadreur Alexandre Levitski (ru) a été le premier dans la pratique du cinéma russe à utiliser la double exposition lors du tournage de certains épisodes.

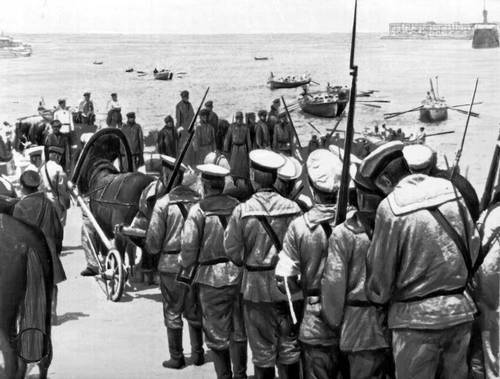
Une scène du film La Défense de Sébastopol (1911), qui se déroule durant la guerre de Crimée (1853-1856).

Le cinéma national russe a été remarquablement rapide à rattraper le retard d'une décennie des écoles de cinéma européennes et à se développer rapidement dans des œuvres révolutionnaires. Le studio de Khanjonkov est à l'origine d'un grand nombre de ces réalisations majeures. En 1911, le premier long métrage russe, La Défense de Sébastopol, coproduit par Alexandre Khanjonkov et Vassili Gontcharov, sort sur les écrans. En 1912, la société sort le premier dessin animé au monde, filmé selon la technique de l'animation tridimensionnelle - La Belle Lucanide, réalisé par Ladislas Starewitch, qui développe également l'art d'utiliser des effets spéciaux dans les longs métrages et remporte un succès important dans ce domaine. Dès le début des années 1910, la société de Khanjonkov devient le meneur incontesté de la production cinématographique russe, et les premières vedettes du cinéma russe Alexandra Gontcharova (ru), Andreï Gromov, Ivan Mosjoukine, les réalisateurs Vassili Gontcharov, Piotr Tchardynine et Ladislas Starewitch commencent leur carrière cinématographique avec lui. Outre de nombreux longs métrages, la société de Khanjonkov s'est également engagée dans la création et la distribution de films éducatifs. En 1911, la maison de Khanjonkov ouvre un « département scientifique », qui se consacre à la production de films scientifiques, d'espèces et ethnographiques sur les thèmes de la géographie russe, de l'agriculture, de l'usine et de l'industrie manufacturière, de la zoologie et de la botanique, de la physique et de la chimie, de la médecine, etc.
En 1913, sur la vague de l'essor général de l'économie russe, l'industrie cinématographique connaît une croissance rapide. De nouvelles sociétés sont créées, dont la plus importante, la société Iossif-Ermoliev, qui réalise plus de 120 films, notamment La Dame de pique (1916) et Le Père Serge (1917) de Iakov Protazanov.
Longtemps éclipsée par les succès de Khanjonkov, la société de P. Timan et F. Reingardt (ru) a lancé en 1913 la « Série d'or russe » de longs métrages, qui a connu un énorme succès, avec Iakov Protazanov et Vladimir Gardine comme principaux réalisateurs. Cette série comprend des films aussi célèbres qu'Anna Karénine (1914), Le Nid des nobles (Дворянское гнездо), Guerre et Paix (tous deux en 1915) et d'autres encore. C'est dans cette même série que Vsevolod Meyerhold fait ses débuts au cinéma, en réalisant en 1915 Le Portrait de Dorian Grey.
Alexandre Drankov a également trouvé sa propre recette du succès commercial et a sorti des versions russes des séries de films policiers et mélodramatiques inventées en France - les films en plusieurs parties Sonya - La Main d'or (1914-1915),  Le Voleur Vaska Tchourkine (1914-1915), Anton Krechet (1916) et d'autres.
Selon des données incomplètes, en 1913, 1 412 cinémas fonctionnaient en Russie, dont 134 à Saint-Pétersbourg et 67 à Moscou.

### Caractéristiques de la perception du cinéma
En 1912, le cinéma est devenu l'un des spectacles les plus répandus et les plus courants dans les grandes et moyennes villes russes.
« Пройдитесь вечером по улицам столиц, больших губернских городов, уездных городишек, больших сёл и посадов, и везде на улицах с одиноко мерцающими керосиновыми фонарями вы встретите одно и то же: вход, освещённый фонариками, и у входа толпу ждущих очереди — кинематограф… Загляните в зрительную залу, вас поразит состав публики: здесь все — студенты и жандармы, писатели и проститутки, офицеры и курсистки, всякого рода интеллигенты в очках, с бородкой, и рабочие, приказчики, торговцы, дамы света, модистки, чиновники, словом, — все… »
— Alexandre Serafimovitch

« Promenez-vous le soir dans les rues des capitales, des grandes villes de province, des chefs-lieux de canton, des grands villages et des cantons, et partout dans les rues avec des lanternes de paraffine solitaires et vacillantes, vous rencontrerez la même chose : une entrée éclairée par des lanternes, et à l'entrée une foule de gens qui font la queue - le cinéma... Regardez dans la salle, vous serez frappé par la composition de l'auditoire : tout le monde est là, étudiants et gendarmes, écrivains et prostituées, officiers et courtisanes, toutes sortes d'intellectuels à lunettes et à barbe, et des ouvriers, des commis, des marchands, des dames du monde, des fashionistas, des bureaucrates, bref, tout le monde… »
Selon Moïseï Aleinikov (ru), « les traditions éclairées et démocratiques de la littérature russe avancée et du théâtre russe, qui s'efforcent toujours de devenir accessibles à des millions de lecteurs et de spectateurs, ont forcé la communauté littéraire et artistique russe à voir dans l'art naissant du cinéma une nouvelle forme puissante de spectacle démocratique », ce qui a eu pour conséquence que le cinéma a été perçu en Russie un peu différemment de ce qu'il était en Europe. En particulier, les acteurs du théâtre russe ne soutiennent pas les initiatives lancées en 1912 par des associations théâtrales étrangères en vue de créer un mouvement international de « lutte contre le cinématographe ». Par exemple, l'Union des écrivains dramatiques et musicaux de Saint-Pétersbourg, invitée à participer au congrès de ce mouvement, a répondu par une lettre indiquant que, de l'avis des écrivains russes, le cinéma « n'est pas un mal qu'il faut combattre en organisant des réunions internationales ».
Cependant, la perception du cinéma en tant qu’art était encore relativement rare. Par exemple, Vladimir Maïakovski écrivait en 1913 :
« Кинематограф и искусство — явления различного порядка. Искусство даёт высокие образцы, кинематограф же, как типографский станок книгу, множит и раскидывает их в самые глухие и отдалённые части мира. »
— Vladimir Maïakovski

« Le cinématographe et l'art sont des phénomènes d'un ordre différent. L'art donne de grands exemples, le cinéma, comme un livre d'imprimerie, les multiplie et les disperse dans les parties les plus éloignées et les plus reculées du monde. »
Les directeurs des théâtres les plus prestigieux partageaient le même point de vue et interdisaient généralement aux acteurs de leurs compagnies de jouer dans des films. Cette interdiction n'était toutefois pas absolue et, dans certains cas, des acteurs de théâtre populaires ont été autorisés à participer, par exemple, à des adaptations à l'écran de classiques russes.

### Régulation du cinéma par l'État et censure
Le cas échéant, l'État est également impliqué dans la régulation de l'industrie cinématographique. Par exemple, à Moscou, les organisateurs de séances de cinéma devaient se conformer à la réglementation sur l'établissement et l'entretien des cinémas adoptée en 1912 pour obtenir une autorisation. Selon ces règles, les cinémas ne pouvaient être ouverts qu'au premier et deuxième étage des bâtiments en pierre, et il était interdit d'installer des salles de cinéma directement au-dessus et au-dessous des pharmacies, des drogueries et des parapharmacies. Les cinémas devaient être séparés des autres locaux par des murs en pierre et des plafonds ignifugés. Les sorties de secours en cas d'incendie étaient obligatoires. Dans chaque salle, les règles imposaient l'installation d'une ventilation mécanique contrôlée.
Les restrictions de la censure pour les cinémas ont été progressivement développées. En 1908, pour la première fois, le maire de Moscou interdit la projection de films du « genre parisien » (c'est-à-dire à contenu frivole ou pornographique) dans les salles de cinéma. Le 27 novembre 1908, la fonction de censeur des pellicules cinématographiques est créée au sein du bureau du maire de Moscou. Une catégorie distincte d'interdictions existait pour la représentation dans les films de personnalités de la dynastie régnante (cette interdiction n'était levée que dans des cas particuliers - par exemple, pour les films consacrés au 300e anniversaire de la Maison Romanov). À la demande du Synode et de sa Censure spirituelle, un certain nombre d'interdictions partielles ou totales ont été imposées à la représentation dans les films d'images saintes, de rites ecclésiastiques (y compris le signe de la croix) et de processions, ainsi que de services de toutes les confessions chrétiennes. Certaines de ces restrictions n'étaient pas formalisées, mais l'industrie cinématographique ne pouvait les ignorer d'une manière ou d'une autre.

### Après 1914

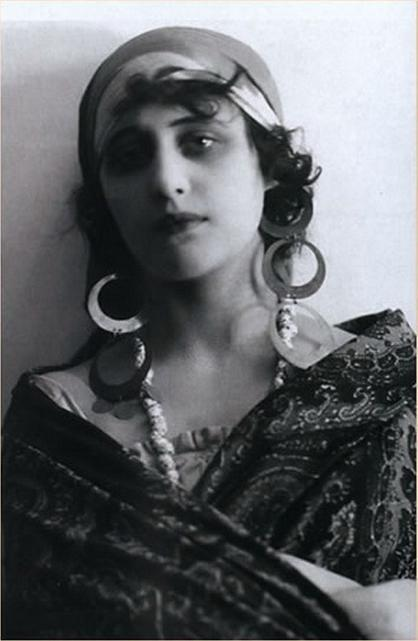
Vera Kholodnaïa, la première « reine de l'écran » du cinéma russe.

L'entrée de la Russie dans la guerre mondiale en 1914 a provoqué de grands changements dans l'industrie cinématographique. Certains acteurs, réalisateurs et autres professionnels du cinéma ont été enrôlés dans l'armée ou sont partis au front en tant que volontaires. D'autres, d'origine allemande (Vladimir Siversen, Paul Thiemann et d'autres), ont été internés, exilés et n'ont pas pu continuer à travailler dans l'industrie cinématographique. Cependant, le nombre total de films produits continue de croître, notamment parce que l'importation de films en provenance de l'Europe belligérante est considérablement réduite. Le Comité Skobelev (ru) est également actif dans la production à cette époque, ordonnant la création de films patriotiques et de propagande, qui connaissent souvent un succès considérable. Ladislas Starewitch, par exemple, a beaucoup travaillé sur des commandes du Comité Skobelev, produisant notamment la parabole animée Le Lys de Belgique (ru) dans le cadre de ce programme.
La période de la guerre a été l'apogée de la cinématographie artistique russe. Au cours de cette période, le chef opérateur Evgueni Bauer réalise ses principaux films, Vladimir Gardine et Viatcheslav Viskovski (ru) travaillent activement, les réalisateurs émérites Piotr Tchardynine et Iakov Protazanov atteignent un nouveau niveau d'excellence, de nouveaux acteurs vedettes apparaissent : Vera Kholodnaïa, Vitold Polonski, Ivan Perestiani ; de nouveaux studios de cinéma commencent à fonctionner : Mikhaïl Trofimov (ru) (Maison de commerce Rus (ru)) et Dmitri Kharitonov (ru) (Maison de commerce Kharitonov (ru)). Les périodiques cinématographiques se développent également rapidement : en 1916, 11 magazines cinématographiques professionnels sont publiés en Russie.
La popularité du cinéma auprès du public est attestée par les chiffres donnés par Semion Guinzburg (ru) :
« В 1916 году в России было продано не менее ста пятидесяти миллионов билетов в кинотеатры. Из этого следует, что в среднем на каждую прочитанную книгу приходилось пять-шесть посещений кинематографа, а на каждый проданный театральный билет <…> — десять-двенадцать проданных кинематографических билетов. Можно, таким образом, утверждать, что в дореволюционной России, во всяком случае в годы первой мировой войны, кино в деле удовлетворения эстетических запросов населения играло бо́льшую роль, чем театр и даже литература. »
— Semion Guinzbourg

« En 1916, pas moins de cent cinquante millions de billets de cinéma ont été vendus en Russie. Il s'ensuit qu'en moyenne, pour chaque livre lu, il y avait cinq ou six visites au cinéma, et pour chaque billet de théâtre vendu, il y avait dix ou douze billets de cinéma vendus. On peut donc affirmer que dans la Russie prérévolutionnaire, du moins pendant la Première Guerre mondiale, le cinéma a joué un rôle plus important dans la satisfaction des besoins esthétiques de la population que ne l'ont fait le théâtre et même la littérature »
La guerre et le développement rapide de l'industrie cinématographique ont soulevé la question urgente de la création d'une nouvelle infrastructure de production cinématographique pour les industriels russes — les studios de Moscou et de Saint-Pétersbourg n'étaient plus en mesure de répondre à la demande croissante. Alexandre Khanjonkov a construit une nouvelle base de production cinématographique à Yalta pour sa société cinématographique en 1916. Au printemps 1917, immédiatement après la révolution de Février, Khanjonkov transfère la quasi-totalité du personnel de sa société à Yalta et établit rapidement une production cinématographique en Crimée ; son exemple est suivi par Iossif Ermoliev et quelques autres. Jusqu'en novembre 1920, Yalta devient le plus grand centre cinématographique de Russie, bien que la production de films se poursuive également dans les deux capitales.
Après la défaite de l'armée de Piotr Nikolaïevitch Wrangel, la plupart des cinéastes émigrent. Certains ont continué à travailler à l'étranger (Ivan Mosjoukine, Iossif Ermoliev, Ladislas Starewitch), d'autres sont rentrés au pays après un certain temps (Alexandre Khanjonkov, Piotr Tchardynine, Viatcheslav Viskovski (ru)). L'industrie cinématographique russe a été nationalisée en plusieurs étapes et est devenue la base de la création du cinéma soviétique.

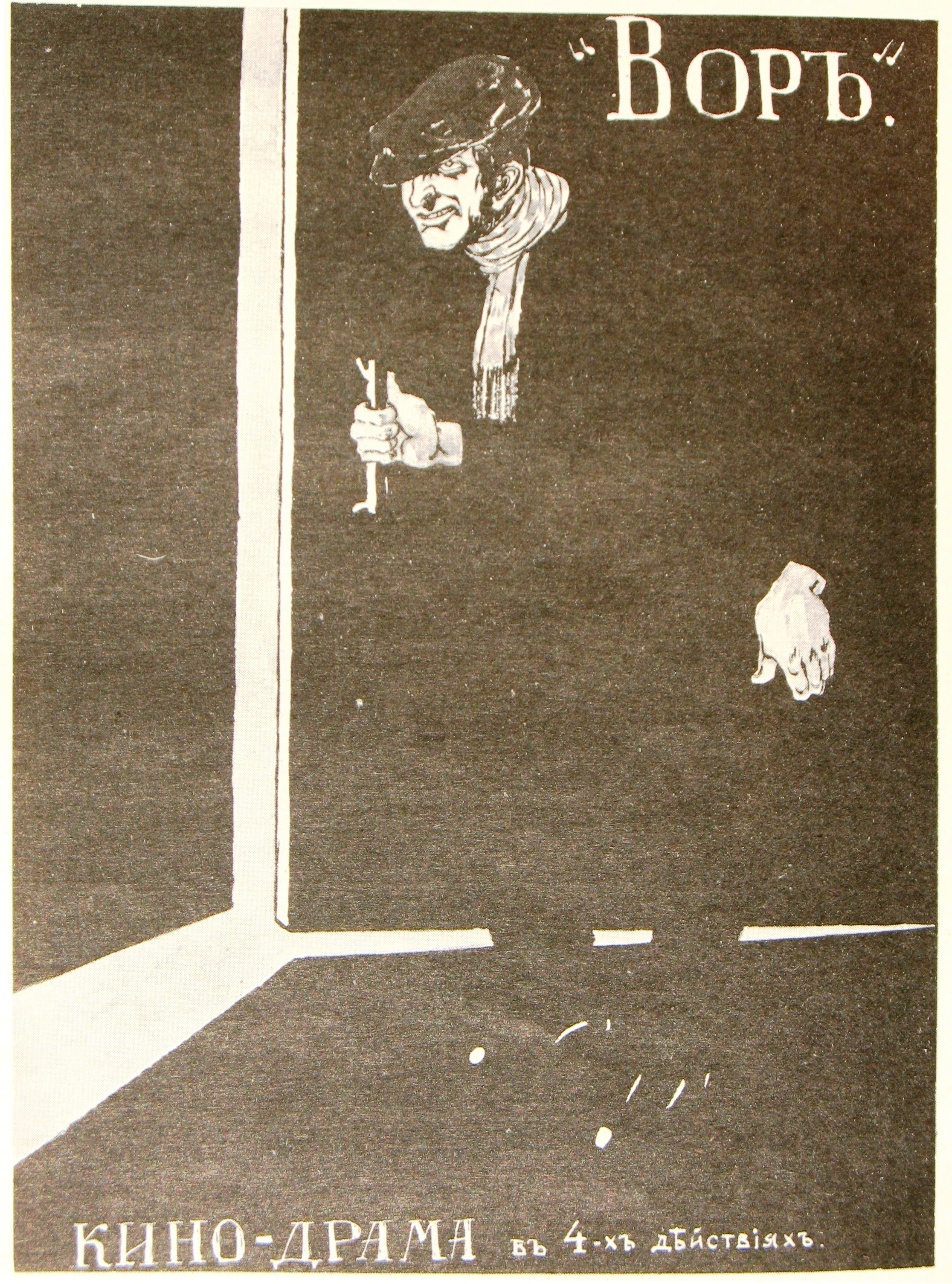
Affiches de films russes des années 1910 : Le Voleur (ru).
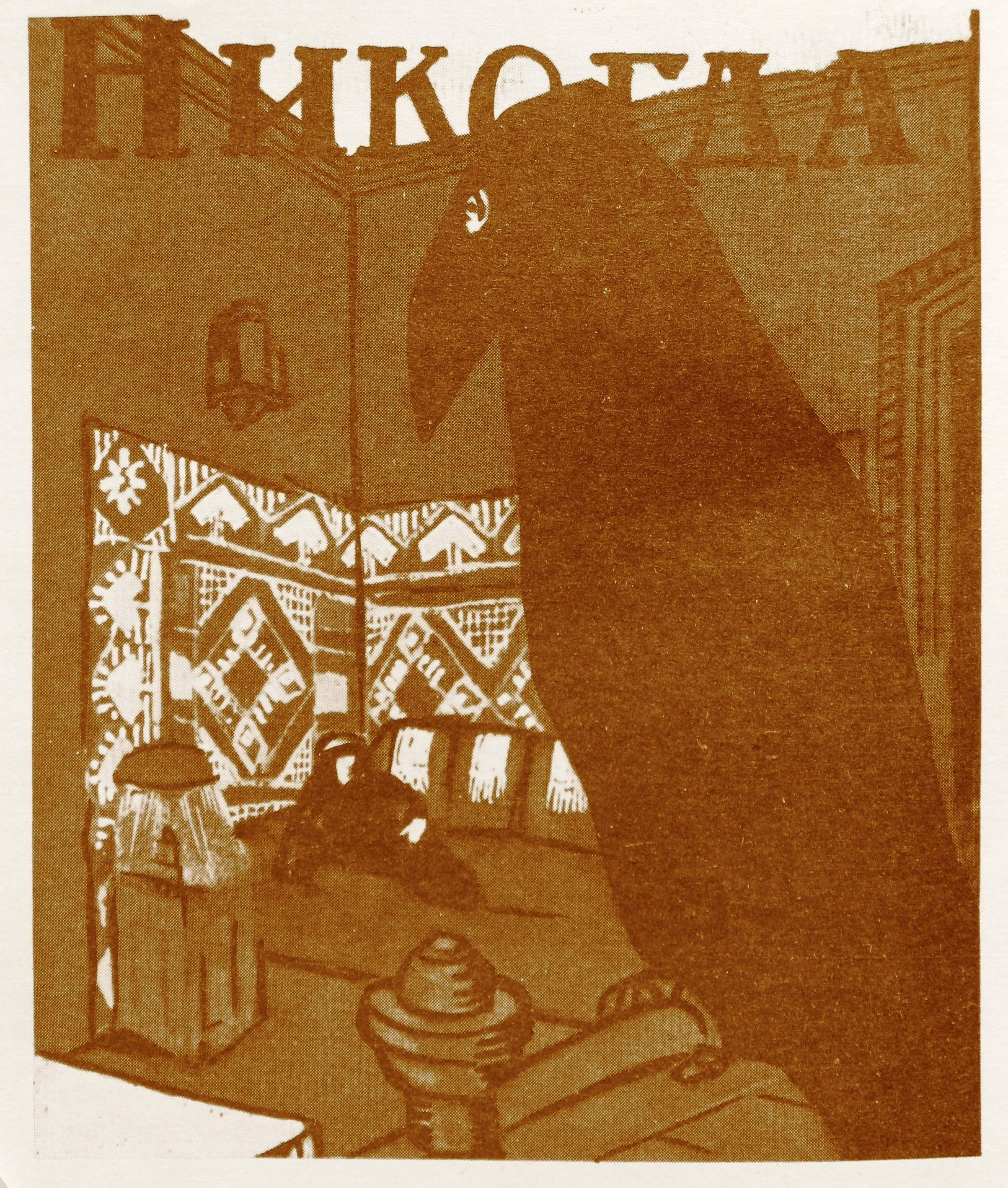
Affiche du Corbeau (Никогда).
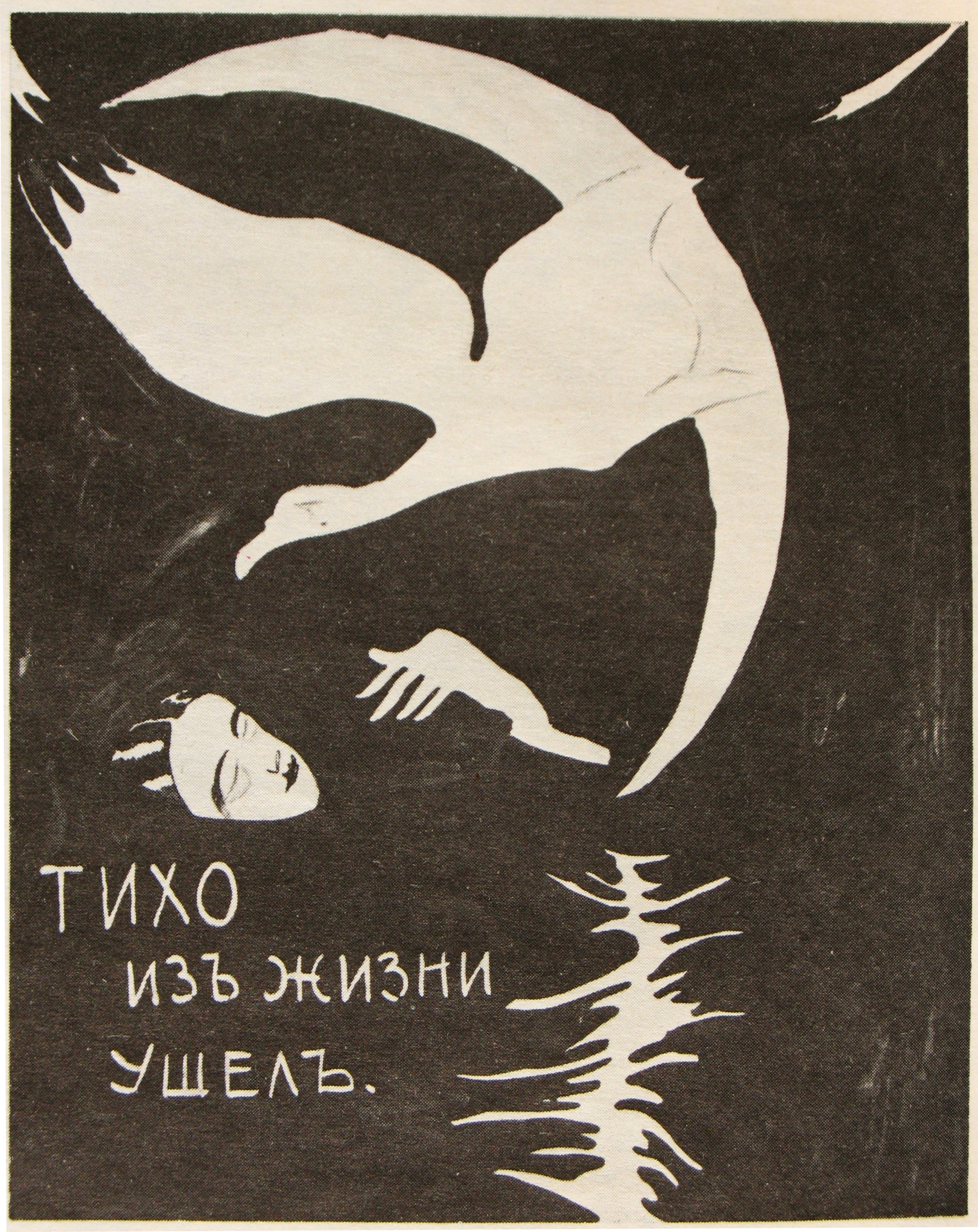
L'affiche de Tikho iz jizni ouchiol (Тихо из жизни ушёл).
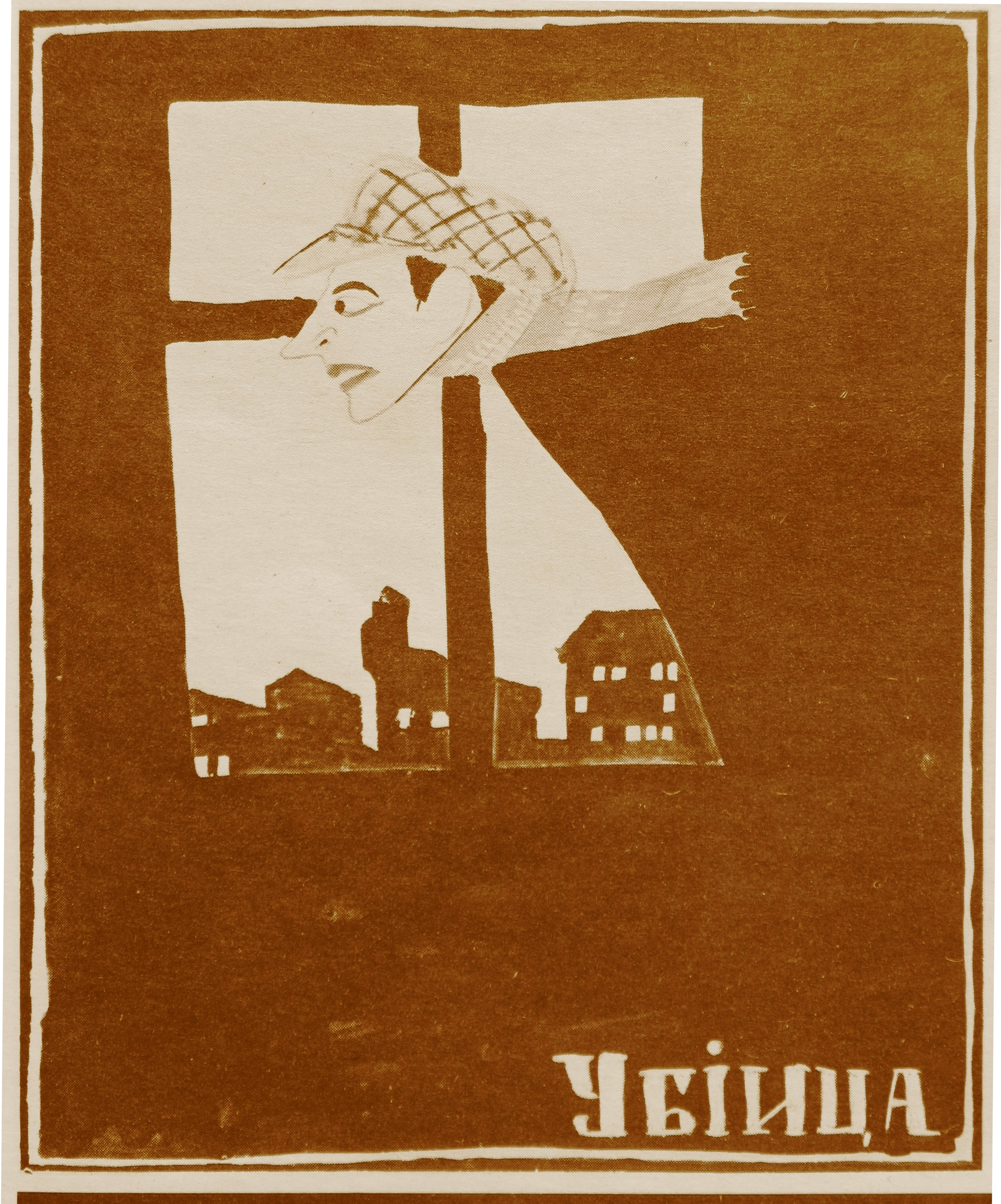
L'affaiche du Tueur (Убийца).

## Disponibilité des films russes pré-révolutionnaires
La plupart des sources contemporaines s'accordent à dire que sur les quelque 2 700 titres de films tournés dans l'Empire russe, un peu plus de 300 films ont survécu dans leur intégralité ou dans des fragments significatifs. Le Catalogue des longs métrages russes conservés (Каталоге сохранившихся игровых фильмов России) répertorie 305 longs métrages tournés entre 1908 et 1919 qui ont survécu au moins partiellement, 7 films commandés par des organismes d'État et 27 films aux titres présumés ou attribués sous condition (soit un total de 339 films). Ces films sont principalement conservés dans le Gosfilmofond russe. Il existe une collection importante de films russes à la Cinémathèque française et dans d'autres dépôts étrangers, dont les échanges permettent d'enrichir périodiquement la collection du Gosfilmofond. Un ensemble important (et encore pratiquement non systématisé) de films russes d'actualité et de vulgarisation scientifique est conservé aux Archives cinématographiques et photographiques de l'État russe (ru) (Российский государственный архив кинофотодокументов).
À l'heure actuelle, il n'existe aucun programme national d'envergure connu pour la restauration et la publication sur des supports modernes de films tournés dans l'Empire russe. Des distributeurs privés ont édité sur DVD des films qui étaient auparavant sortis à l'étranger.

## Statistiques sur la production de longs métrages
- 1908 - 8 films
- 1909 - 23 films
- 1910 - 30 films
- 1911 - 76 films
- 1912 - 102 films
- 1913 - 129 films (18 sociétés cinématographiques)
- 1914 - 232 films (31 sociétés cinématographiques)
- 1915 - 370 films (47 sociétés cinématographiques)
- 1916 - 499 films (52 sociétés cinématographiques)